# Sternaspidae
Sternaspidae zijn een familie van borstelwormen uit de onderorde van de Cirratuliformia. De wetenschappelijke naam van de familie werd voor het eerst geldig gepubliceerd in 1863 door Carus.

## Geslachten
- Caulleryaspis Sendall & Salazar-Vallejo, 2013
- Petersenaspis Sendall & Salazar-Vallejo, 2013
- Sternaspis Otto, 1820

### Nomen dubium
- Echinorinchus [not Bosc]

### Nomen nudum
- Schreiberius Otto, 1821